# 43843 Cleynaerts
43843 Cleynaerts este un asteroid din centura principală de asteroizi.

## Descriere
43843 Cleynaerts este un asteroid din centura principală de asteroizi. A fost descoperit pe 12 iulie 1993 la Observatorul La Silla de Eric Walter Elst. Asteroidul prezintă o orbită caracterizată de o semiaxă mare de 2,74 ua, o excentricitate de 0,23 și o înclinație de 7,5° în raport cu ecliptica.